# 哈爾平-蔡模型
哈爾平－蔡模型（英語：Halpin–Tsai model）是一個數學模型，可基於充填物幾何、填充物方向、填充物彈性和基質彈性等來預測複合材料的彈性。該模型基於自我一致場的方法，但通常被視為經驗模型。